# Liste der Bodendenkmäler in Kirchenlamitz
Auf dieser Seite sind die Bodendenkmäler in der oberfränkischen Stadt Kirchenlamitz zusammengestellt. Diese Tabelle ist eine Teilliste der Liste der Bodendenkmäler in Bayern. Grundlage ist die Bayerische Denkmalliste, die auf Basis des Bayerischen Denkmalschutzgesetzes vom 1. Oktober 1973 erstmals erstellt wurde und seither durch das Bayerische Landesamt für Denkmalpflege geführt wird. Die folgenden Angaben ersetzen nicht die rechtsverbindliche Auskunft der Denkmalschutzbehörde.

## Bodendenkmäler in Kirchenlamitz
| Lage       | Objekt | Akten-Nr.     | Bild           |
| ---------- | --- | ------------- | -------------- |
| (Standort) | Archäologische Befunde des Mittelalters im Bereich der Burgruine Epprechtstein.                                                                               | D-4-5837-0007 | weitere Bilder |
| (Standort) | Ein Pechofen vermutlich des Mittelalters oder der Neuzeit. | D-4-5837-0012 |                |
| (Standort) | Fundamente eines mittelalterlichen und frühneuzeitlichen Vorgängerbaus der bestehenden Kirche sowie vermutlich Körpergräber des Mittelalters und der Neuzeit. | D-4-5837-0020 |                |
| (Standort) | Bergbauareal des späten Mittelalters und der frühen Neuzeit.                                                                                                  | D-4-5837-0030 |                |
| (Standort) | Wüstung des Mittelalters. | D-4-5837-0072 |                |